# Wilhelm Ritter (artiste)
Pour les articles homonymes, voir Wilhelm Ritter et Ritter.

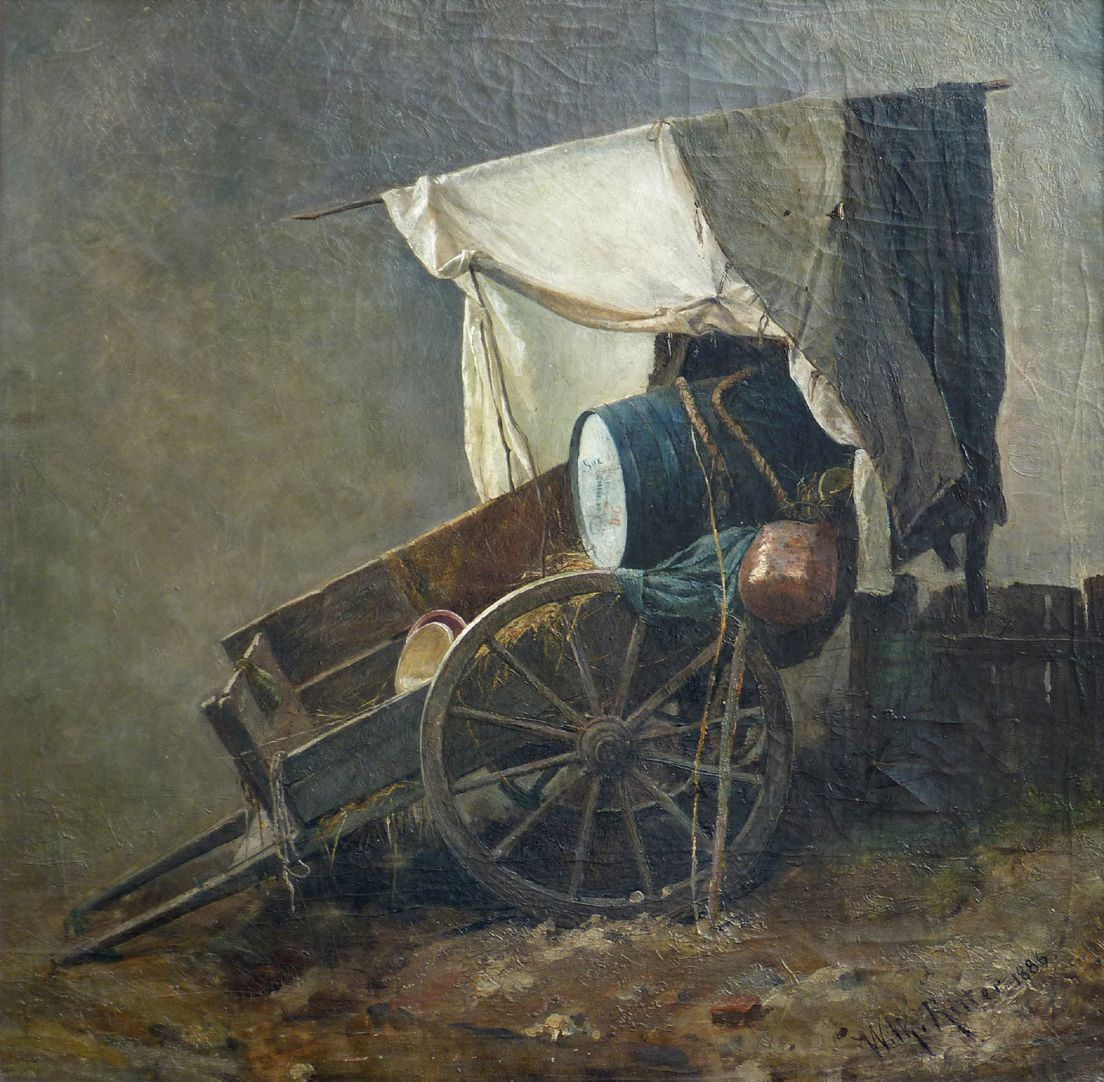
Chariot avec baril (1886)

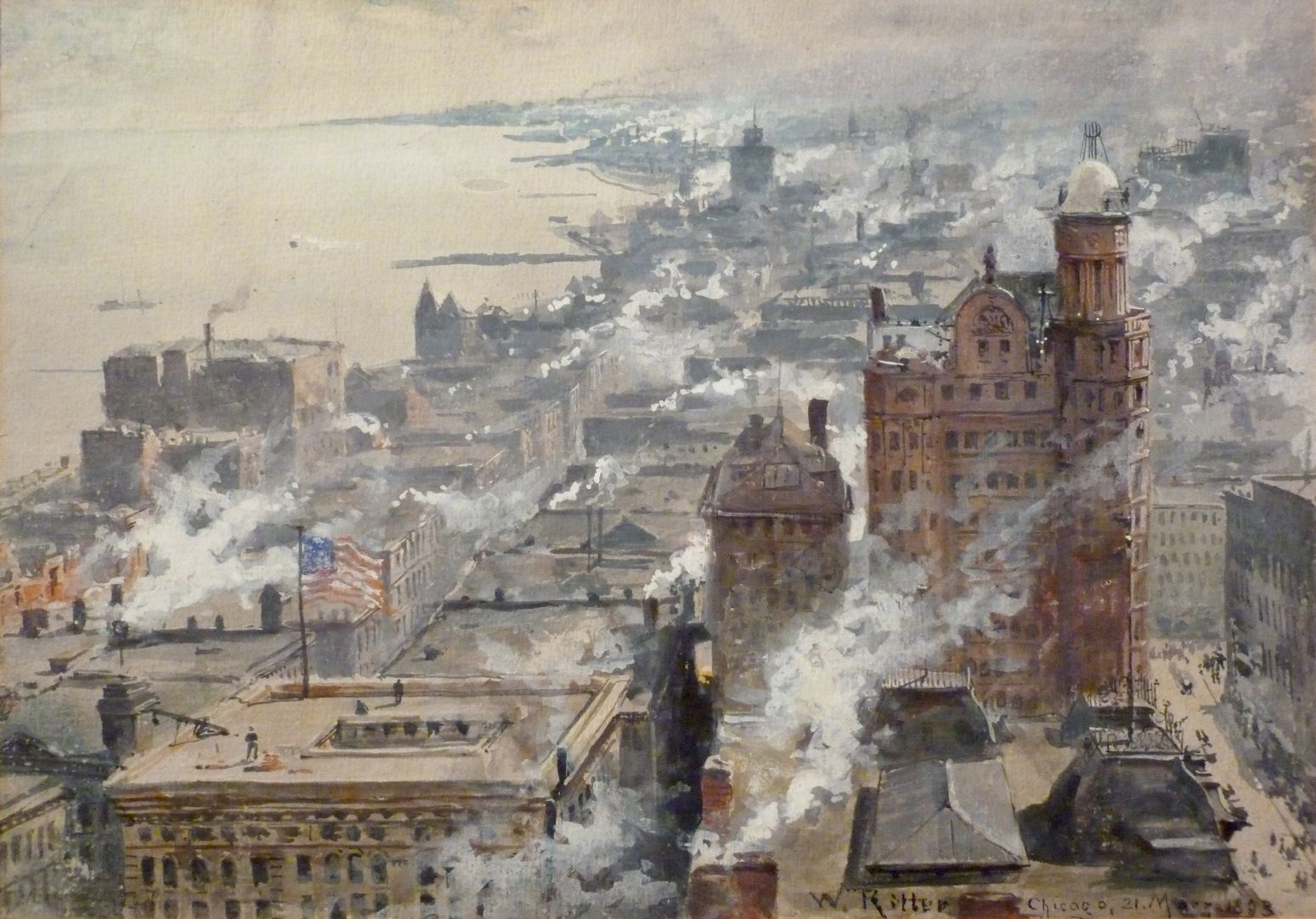
Vue de Chicago (1893)

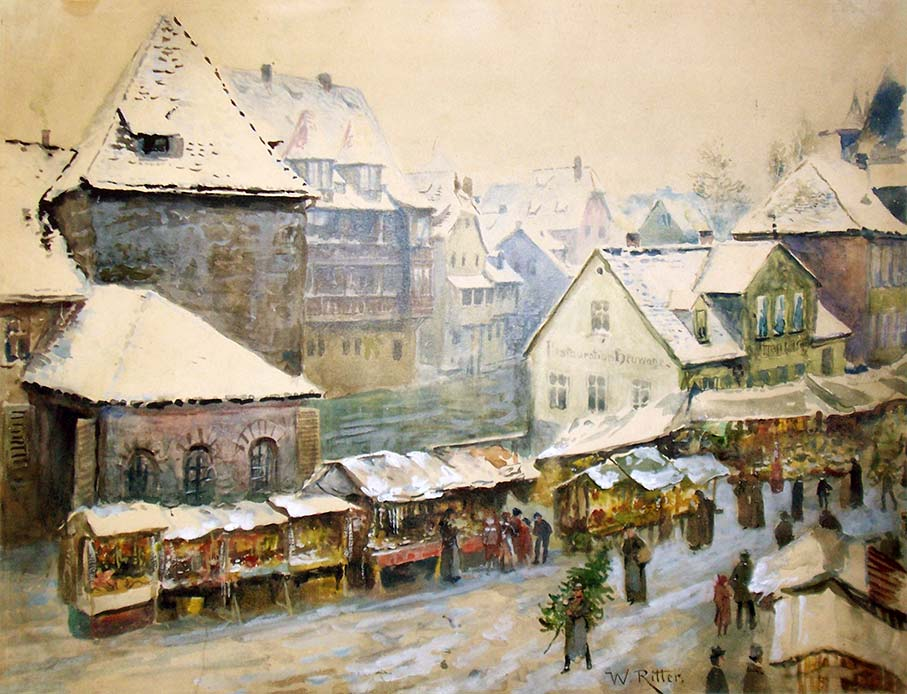
Marché de Noël sur l'île avant de Schütt (1930)

Wilhelm Ritter, né le 24 août 1860 à Nuremberg et mort le 28 octobre 1948 à Eschenbach près Hersbruck, dans le district de Moyenne-Franconie, est un peintre et aquafortiste allemand.

## Biographie
Wilhelm Ritter naît le 24 août 1860 à Nuremberg.
Il est le deuxième fils du peintre de Nuremberg Lorenz Ritter. Il apprend la peinture auprès de lui et de son oncle, Paul Ritter. Wilhelm Ritter étudie la peinture et le dessin à l'École des arts appliqués de Nuremberg auprès de Friedrich Carl Mayer et de Carl Jäger, ainsi qu'aux académies d'art de Munich et celle de Karlsruhe auprès de Gustav Schönleber. Avec son professeur à Karlsruhe, il effectue plusieurs voyages d'études en Italie du Nord. Plus tard, il voyage entre autres, aux Pays-Bas, en Autriche et au Tyrol du Sud.
Wilhelm Ritter perpétue le style historiciste-romantique tardif de son père et de son oncle.Il peint à l'huile et à l'aquarelle. Il est particulièrement connu pour son tableau monumental de 10 × 15 mètres Der Marktplatz zu Nürnberg (La place du marché à Nuremberg), qui orne le stand de la Nürnberg-Fürther Industri à l'Exposition universelle de 1893 à Chicago. Son père Lorenz réalise une gravure sur cuivre d'après le tableau. Wilhelm Ritter se rend lui-même à l'exposition universelle de Chicago.
Wilhelm Ritter obtient une mention honorable à l'Exposition Universelle de 1900.
Dans ses dernières œuvres, il est influencé stylistiquement par l'Impressionnisme.
Deux de ses frères, morts jeunes, Paul Ritter le Jeune (1859-1888) et Fritz Ritter (1868-1888), sont également actifs en tant qu'artistes.
Wilhelm Ritter meurt le 28 octobre 1948 à Eschenbach.

## Exposition posthume
En 2007, à l'occasion du 100e anniversaire de la mort de son oncle Paul, il a été honoré, avec la famille de l'artiste, par la collection de peintures et de sculptures de la ville de Nuremberg à travers une exposition au musée Industriekultur.